# Potajemna egzekucja więźniów Pawiaka w marcu 1942

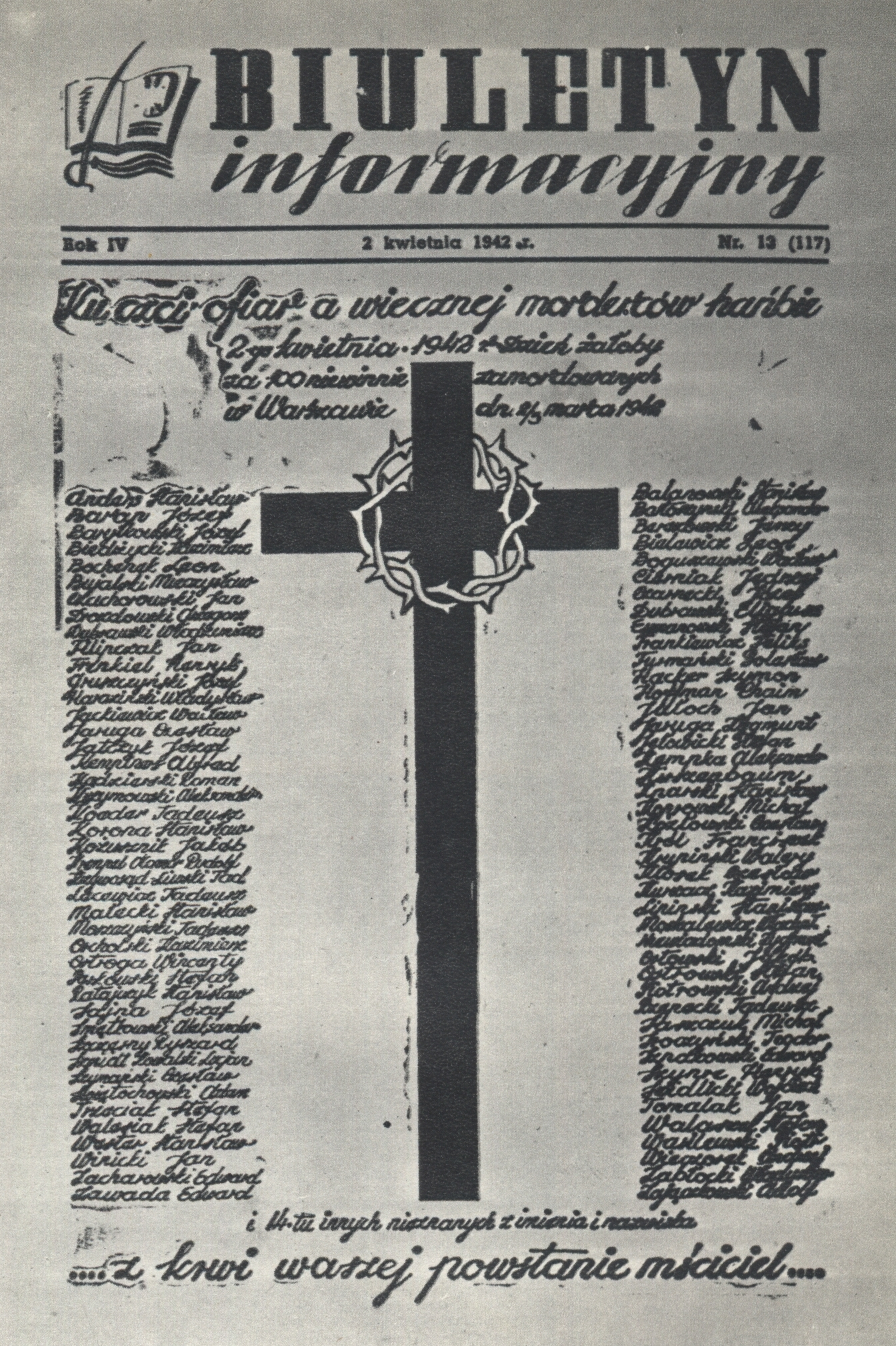
Lista nazwisk ofiar marcowej egzekucji opublikowana w podziemnym „Biuletynie Informacyjnym” (nr 13/117 z 2 kwietnia 1942)

Potajemna egzekucja więźniów Pawiaka w marcu 1942 – masowy mord na 100 polskich więźniach politycznych z Warszawy, dokonany przez okupantów niemieckich w pierwszych dniach marca 1942.
26 lutego 1942 w podwarszawskim Aninie zabito lub zraniono kilku niemieckich policjantów. W odwecie gubernator dystryktu warszawskiego Ludwig Fischer zarządził stracenie 100 Polaków. Skazańców, wśród których znajdowała się pewna liczba wojskowych oraz przedwojennych działaczy politycznych, społecznych i kulturalnych, wywieziono z Warszawy 2 marca 1942, a następnie rozstrzelano w nieznanym miejscu. Jest to jedyna tak wielka „egzekucja pierścienia warszawskiego”, której miejsce i bezpośrednie okoliczności nie zostały dotąd jednoznacznie ustalone.

## Geneza
Warszawa była uznawana przez niemieckich okupantów za centrum polskiego oporu przeciw nazistowskiemu „nowemu porządkowi”. Mimo iż w Generalnym Gubernatorstwie stolicę Polski próbowano zdegradować do roli miasta prowincjonalnego, Warszawa nadal pozostawała centrum polskiego życia politycznego, intelektualnego i kulturalnego. Stanowiła także siedzibę władz Polskiego Państwa Podziemnego oraz miejsce funkcjonowania szczególnie silnych i dobrze zorganizowanych struktur ruchu oporu. Generalny gubernator Hans Frank zapisał w swoim dzienniku pod datą 14 grudnia 1943: „Mamy w tym kraju jeden punkt, z którego pochodzi wszystko zło: to Warszawa. Gdybyśmy nie mieli Warszawy w Generalnym Gubernatorstwie, to nie mielibyśmy 4/5 trudności, z którymi musimy walczyć. Warszawa jest i pozostanie ogniskiem zamętu, punktem, z którego rozprzestrzenia się niepokój w tym kraju”.
Od pierwszych dni okupacji Niemcy stosowali zakrojony na szeroką skalę terror wobec ludności stolicy. Był on wymierzony w pierwszym rzędzie w przedstawicieli polskich elit politycznych i intelektualnych, społeczność żydowską oraz osoby w jakikolwiek sposób powiązane z ruchem oporu. Pod błahymi pretekstami nagminnie stosowano zasadę odpowiedzialności zbiorowej. Warszawskie więzienia i areszty – Pawiak, areszt śledczy przy ul. Daniłowiczowskiej, więzienie mokotowskie, piwnice siedziby Gestapo w al. Szucha – zapełniły się aresztowanymi. Codziennością stały się uliczne łapanki, wywózki na roboty przymusowe, deportacje do obozów koncentracyjnych i zbiorowe egzekucje. Więźniów politycznych z Warszawy rozstrzeliwano zazwyczaj w tajemnicy, w okolicach niedostępnych dla osób postronnych. W pierwszych latach okupacji miejscami kaźni stały się m.in.: ogrody sejmowe, Las Kabacki, Szwedzkie Góry na terenie Bemowa, a przede wszystkim – „polana śmierci” w okolicach Palmir.
W drugiej połowie stycznia 1942 roku Warszawę dotknęła kolejna fala aresztowań. Uderzyła ona przede wszystkim w środowisko przedwojennych i konspiracyjnych działaczy Stronnictwa Pracy. Podziemna prasa doniosła, iż tylko 19 stycznia – tj. w dniu uznanym za początek niemieckiej akcji – Gestapo zatrzymało ok. 270 osób. Aresztowano m.in. kilkudziesięciu Polaków ujętych w pobliżu niemieckich magazynów przy ul. Jagiellońskiej na Pradze, podpalonych tego dnia przez oddział dywersyjny ZWZ. W tym okresie aresztowano również grupę pracowników Mennicy Państwowej.
26 lutego 1942 do dwupiętrowego domu przy ul. VIII Poprzecznej w podwarszawskim Aninie wtargnęli funkcjonariusze niemieckiej policji kryminalnej (Kripo). 19-letni Leszek Kopaliński otworzył ogień do policjantów i w trakcie strzelaniny, która się wówczas wywiązała, został zabity na miejscu. Zastrzelona została również jego matka, 42-letnia Helena Kopalińska (siostra generała Mieczysława Boruty-Spiechowicza). W strzelaninie zginęło także dwóch funkcjonariuszy Kripo (Polak i Niemiec), a kolejnych trzech zostało rannych. Kopaliński nie był powiązany z żadną ważniejszą organizacją konspiracyjną, stąd nie jest wykluczone, iż owe wydarzenia miały wyłącznie kryminalny charakter. Niemniej gubernator dystryktu warszawskiego Ludwig Fischer polecił rozstrzelać w odwecie 100 polskich zakładników.

## Ustalone fakty na temat ofiar i przebiegu egzekucji
2 marca 1942 strażnicy Pawiaka przystąpili do formowania transportu na egzekucję. Świadkowie wspominali, że wbrew wcześniejszej praktyce transport zestawiono na więziennym podwórzu, w dodatku w świetle dnia. W gronie skazańców znalazło się 86 więźniów, w tym 27 osadzonych na oddziale V. Formowanie transportu przebiegało w atmosferze pośpiechu i nerwowości. Wielu skazańców wywieziono bez palt, a zabranych z więziennego szpitala – nierzadko boso i w bieliźnie. Świadkowie wspominali, iż skazańców związano drutem kolczastym po dwóch i przez pewien czas maltretowano na więziennym podwórzu. W drodze na miejsce kaźni dołączono jeszcze do transportu czternastu mężczyzn, prawdopodobnie przywiezionych z aresztu w przyziemiach gmachu Gestapo w al. Szucha lub z innego warszawskiego więzienia.
4 marca 1942 na murach Warszawy rozplakatowano obwieszczenie gubernatora Fischera (datowane na 3 marca), w którym informowano, iż w odwecie za zabicie lub zranienie kilku funkcjonariuszy policji zostało rozstrzelanych 100 „polskich członków organizacji tajnej”.
Prawdopodobnie zakładników rozstrzelano 2 marca lub w nocy z 2 na 3 marca 1942. Jest to jednak jedyna tak wielka egzekucja więźniów Pawiaka dokonana poza Warszawą, której miejsce oraz bezpośrednie okoliczności wciąż pozostają nieznane. Jedna z wersji zakładała, że egzekucja odbyła się lesie w pobliżu Łomianek. Podczas powojennych poszukiwań prowadzonych przez Główną Komisję Badania Zbrodni Niemieckich i Polski Czerwony Krzyż nie udało się tam jednak odnaleźć śladów masakry, wersji tej nie potwierdziła również miejscowa ludność. 
Według Władysława Bartoszewskiego i Reginy Domańskiej istnieje bardzo duży stopień prawdopodobieństwa, iż prawdziwa była wersja podana jeszcze w trakcie okupacji przez dwa poważne źródła konspiracyjne, mówiąca, iż 100 zakładników rozstrzelano na terenie obozu pracy w Treblince (Arbeitslager Treblinka).
- „Aneks nr 32 za czas 16-31 V 1942” podawał, iż skazańców przywieziono do obozu samochodem ciężarowym, po czym rozstrzelano ogniem karabinów maszynowych nad uprzednio wykopanym grobem[12].
- „Informacja Bieżąca” nr 20/45 z 1 czerwca 1942 podała, iż 1 marca 1942 najsilniejszym więźniom Treblinki rozkazano wykopać ok. 6-8 dołów o długości dziesięciu metrów, szerokości dwóch metrów i głębokości półtora metra. Następnego dnia do obozu miano przywieźć ok. 80-100 ludzi, których po uprzednim obrabowaniu wyprowadzono około godziny 19:00 poza teren głównego obozu i tam rozstrzelano. W tym czasie w obozie miał obowiązywać „ostry alarm i kompletna izolacja”[12].

Do wersji o rozstrzelaniu zakładników z Pawiaka na miejscu straceń w Lesie Maliszewskim nieopodal obozu pracy w Treblince przychyla się także dyrektor Muzeum Treblinka Edward Kopówka.
Franz Mawick, szofer misji Szwajcarskiego Czerwonego Krzyża, który w 1942 roku przebywał w Warszawie, twierdził w swych wspomnieniach wydanych pod pseudonimem „Franz Blättler”, że zakładników rozstrzelano na dziedzińcu Cytadeli Warszawskiej. Powoływał się przy tym na informacje uzyskane od niemieckich żołnierzy. Tomasz Szarota w komentarzu do polskiego wydania wspomnień Mawicka oceniał, że przytoczona przez niego relacja żołnierza Wehrmachtu – naocznego świadka egzekucji jest „bogata w szczegóły i sprawia wrażenie autentyczności”. Podkreślał jednocześnie, że informacja o rozstrzelaniu zakładników w Cytadeli wymaga jeszcze potwierdzenia w innych źródłach.
Podziemiu udało się ustalić personalia 86 rozstrzelanych więźniów Pawiaka. Już 2 kwietnia 1942 ich nazwiska zostały opublikowane w konspiracyjnym „Biuletynie Informacyjnym” (nr 13/117). Nieznane pozostają natomiast personalia czternastu mężczyzn dołączonych do transportu. Wiadomo, iż w gronie zamordowanych znaleźli się m.in.:
działacze społeczno-polityczni
- Jędrzej Cierniak – pedagog, założyciel i prezes Instytutu Teatrów Ludowych, wieloletni redaktor miesięcznika „Teatr Ludowy”)
- Stanisław Ratajczyk (poseł na Sejm RP, działacz społeczny z Wielkopolski, prezes Związku Robotników i Rzemieślników w Zjednoczeniu Zawodowym Polskim).

literaci i publicyści
- Stefan Essmanowski (doktor filozofii, romanista, poeta, tłumacz, krytyk literacki, współpracownik „Tygodnika Ilustrowanego” i „Wiadomości Literackich”, wykładowca Państwowego Instytutu Sztuki Teatralnej)
- Henryk Frenkiel (dziennikarz)
- Józef Jatczyk (literat, dziennikarz, redaktor „Nowej Rzeczypospolitej”, działacz łódzkich struktur Narodowej Partii Robotniczej, członek zarządu wojewódzkiego konspiracyjnego Stronnictwa Pracy)
- Tadeusz Koecher (dziennikarz, sekretarz redakcji tygodnika „Jutro Pracy”)
- Jakub Orłowski (dziennikarz, redaktor „Kurjera Warszawskiego”)
- Wincenty Ostręga (dziennikarz, kierownik toruńskiego oddziału Polskiej Agencji Telegraficznej)

oficerowie WP
- Edward Szpakowski – generał brygady stanu spoczynku
- Wacław Boguszewski – podpułkownik piechoty stanu spoczynku
- Włodzimierz Dubrawski – major, inwalida wojenny
- Michał Moskalewicz – kapitan
- Piotr Wasilewski – kapitan

inżynierowie
- Mieczysław Bujalski
- Andrzej Piotrowski

nauczyciele
- Konrad Feliks Frankiewicz (nauczyciel w warszawskim gimnazjum im. T. Rejtana)

## Epilog
Masowa egzekucja poruszyła polską opinię publiczną. O zbrodni szeroko informowała podziemna prasa różnej proweniencji, a na murach pojawiły się wkrótce nalepki z napisem: „Cześć ich pamięci”. Podziemie opublikowało także ulotkę ostrzegającą, iż Niemcy poprzez egzekucje zakładników zamierzają wbić klin między ruch oporu a ludność cywilną.
Swoistym epilogiem strzelaniny z 26 lutego 1942 była zbiorowa egzekucja, którą przeprowadzono w Aninie 29 kwietnia 1942. Tego dnia w lasku koło mostku nad kanałem, położonym naprzeciwko skrzyżowania ulic VIII Poprzecznej i Królewskiej (obecnie ul. Michała Kajki), Niemcy rozstrzelali 12 młodych mężczyzn przywiezionych z aresztu przy ul. Daniłowiczowskiej w Warszawie. Ofiarami były osoby aresztowane 26 lutego w Aninie lub nieco później w Warszawie.

## Odpowiedzialność sprawców
Odpowiedzialność za działania prowadzone na początku marca 1942 roku przez niemiecki aparat bezpieczeństwa w Warszawie – a więc również za potajemną egzekucje 100 polskich zakładników – spada w pierwszym rzędzie na gubernatora dystryktu warszawskiego, Ludwiga Fischera, ówczesnego Dowódcę SS i Policji w dystrykcie warszawskim – SS-Oberführera Ferdinanda von Sammern-Frankenegga oraz ówczesnego komendanta SD i policji bezpieczeństwa w dystrykcie warszawskim – SS-Standartenführera Ludwiga Hahna.
3 marca 1947 roku Ludwig Fischer został skazany wyrokiem Najwyższego Trybunału Narodowego na karę śmierci. Wyrok wykonano. Ferdinand von Sammern-Frankenegg zginął w 1944 podczas potyczki z jugosłowiańskimi partyzantami. Ludwig Hahn przez wiele lat mieszkał w Hamburgu pod swoim prawdziwym nazwiskiem. Przed sądem stanął dopiero w 1972 i po trwającym rok procesie skazany został na karę 12 lat pozbawienia wolności. W kolejnym procesie, dotyczącym tym razem jego udziału w masowych deportacjach warszawskich Żydów do obozu zagłady w Treblince, hamburski sąd przysięgłych skazał go na karę dożywotniego pozbawienia wolności (1975). Hahn wyszedł jednak na wolność w 1983 i zmarł trzy lata później.